# Mikołaj Przypkowski
Mikołaj Przypkowski herbu Radwan (ur. ok. 1570, zm. 1 września 1612) – działacz braci polskich. Był synem Jana i Katarzyny Samborzeckiej, bratem Jana.

## Życiorys
W latach 1583–1585 był za granicą, między innymi w Ingolsztacie, Tybindze, Altdorfie i Lipsku. Na pocz. XVII wieku był właścicielem znacznych dóbr: części wsi Łopusznej, Chronowa, Bukowca, Trąbki oraz Gnojnika (tu jednak współdziedzicami byli jego bracia Jan, Jakub oraz Ludwik). W 1603 kupił wieś Falkowa, część w Przytkowicach i Leńczach.
Był oddany sprawom swojej religii; wraz ze Stanisławem Lubienieckim starszym oraz Walentym Smalcem brał udział w wydawaniu kancjonału, był także seniorem zboru w Lusławicach. Prawdopodobnie w październiku 1602 był na słynnym kolokwium rakowskim w obecności Fausta Socyna.
Około 1590 ożenił się z Elżbietą Gabońską, a po jej śmierci przed 1600 z Barbarą Stanówną. Przypkowski zmarł 1 września 1612 i został pochowany prawdopodobnie w Gnojniku.